# Tolleranza
Tolleranza è la capacità di sopportare, senza esserne danneggiati, qualcosa che di per sé potrebbe essere spiacevole o dannosa.
In senso sociologico la tolleranza si manifesta in chi, teoricamente e praticamente, mostra rispetto e indulgenza nei confronti di coloro che pensano e agiscono credendo in diversi principi relativi alla religione, alla politica, all'etica, alla scienza, all'arte e alla letteratura.
La tolleranza non può essere definita in senso positivo come una virtù poiché riguarda una negatività che viene sopportata per una serie di motivi che escludono un'accettazione piena e senza condizioni di ciò che viene tollerato: 
Tuttavia la tolleranza esprime una funzione positiva nel senso che fa apparire una diversità di opinioni che dal confronto dialettico possono procurare una più ampia verità.

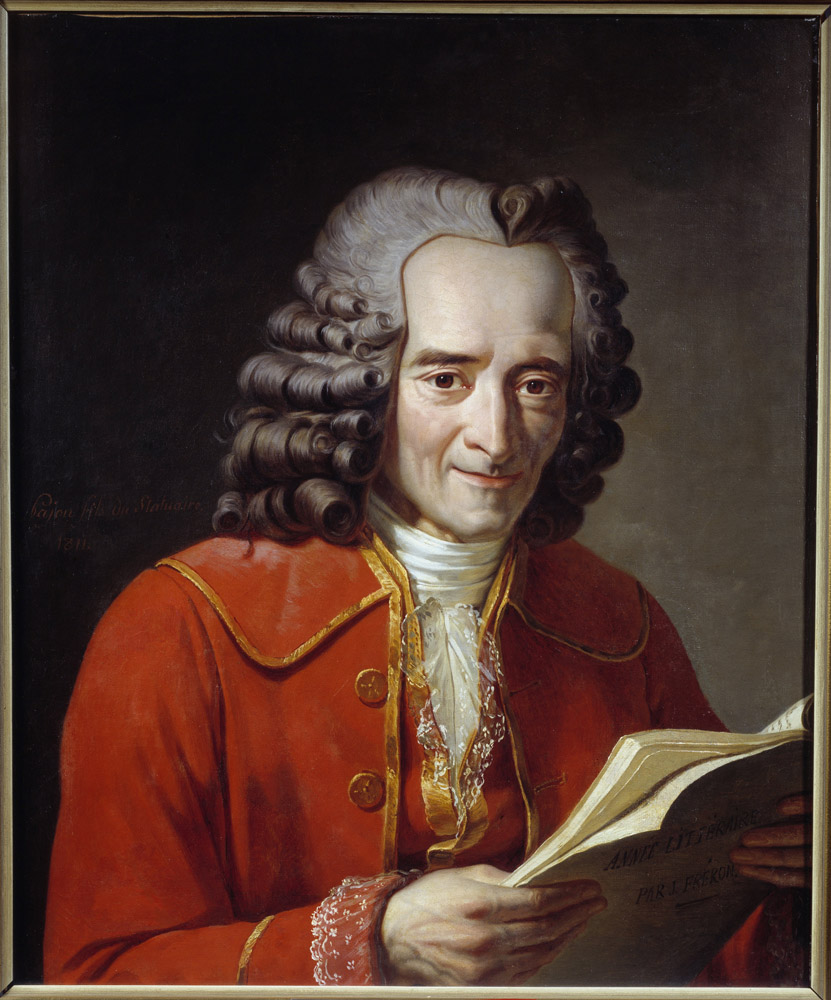
Voltaire, l'autore del Trattato sulla tolleranza (1763)

## Origini del principio di tolleranza
(Evelyn Beatrice Hall)
Nelle religioni politeistiche antiche non esisteva il principio di tolleranza poiché la moltitudine degli dei escludeva che vi fossero divinità vere e uniche, ed era quindi naturale praticare la libertà religiosa ma, poiché la religione era intesa spesso come fattore di unificazione sociale, veniva condannata l'empietà in quanto attentato all'ordine sociale (come nel caso di Socrate, accusato di non credere agli dei tradizionali della città e quindi condannato per "ateismo").
La tolleranza venne affermata con forza dallo stoicismo, che la fondò sul cosmopolitismo e su un "diritto naturale" appartenente a tutte le genti: Seneca riprese questi principî, che tramite una presunta sua corrispondenza con Paolo di Tarso passarono al cristianesimo

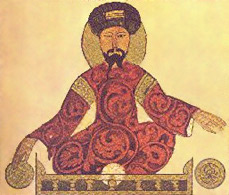
Miniatura di Saladino (ms. arabo del XII secolo)

Nel Medioevo Tommaso d'Aquino sosteneva che si potevano tollerare le differenze di culto fra cristiani, ebrei e musulmani, rifacendosi alla dottrina di Agostino d'Ippona che dichiarava che la fede è opera della Grazia divina e non può quindi essere imposta dagli uomini.. Il Medio Evo, del resto, tendeva a valorizzare le differenze, come si vede - per esempio - nel testo "Esortazioni al figlio", attribuite a Santo Stefano d'Ungheria ma fortemente influenzate dal suo consigliere San Gerardo Sagredo vescovo di Szeged e Csanád, in cui gli dice: "Un regno che abbia una sola lingua e una sola consuetudine di condotta è infermo e fragile".
Nel XIII secolo, in Spagna risalta la figura del re Ferdinando III di Castiglia, detto il Santo, noto come il re delle tre religioni, per la convivenza tra cristiani, ebrei e musulmani, durante il suo regno.
Dante Alighieri fu combattuto, circa il problema della salvezza dei pagani, tra l'affermazione che extra Ecclesiam nulla salus e l'apologo, ripreso anche da Giovanni Boccaccio, della "fiaba delle tre anella",  che si rifaceva a quel principio di tolleranza – poi teorizzato dall'Illuminismo – che prenderà a modello esemplare «...la figura storica e nello sviluppo leggendario di Yussuf ibn Ayyub Salah al-Din (Saladino), il principe curdo divenuto sultano di Siria e d'Egitto nell'ultimo quarto del XII secolo e nella letteratura occidentale del Duecento passato, dall'iniziale ruolo di crudele «nemico della croce» (è a lui che si deve la cacciata dei crociati da Gerusalemme, nel 1187) a quello di specchio e modello delle virtù cavalleresche...[espresse nella "cortesia" occidentale]». Il Saladino viene mostrato infatti come l'«eroe della tolleranza nel dramma di G.E. Lessing "Nathan der Weise", scritto nel 1779, in cui si riprende appunto la narrazione delle "tre anella".»
Si cominciò a dibattere sulla tolleranza nel XVI secolo in quegli Stati, come Francia, Inghilterra e Boemia, dove si verificarono cambiamenti religiosi dovuti anche all'indebolirsi di quel fattore unificatore che era stato il potere imperiale, in difficoltà ora nel reprimere la diffusione di confessioni religiose, come ad esempio la Riforma, diverse dal cattolicesimo.
La tolleranza dunque nasce nell'ambito religioso come la posizione di coloro che sostengono sia meglio astenersi dal perseguitare le nuove idee religiose, che, se represse, potrebbero generare problemi maggiori. È meglio scegliere di tollerare, in quanto male minore, come in passato aveva sostenuto Marsilio da Padova (1275-1343), che negava ogni validità a un'imposizione con la forza della fede religiosa poiché della legge divina unico giudice è Dio, e riconosceva nel suo Defensor pacis che anche nelle diverse religioni possano sussistere principî validi moralmente.
Sulle posizioni di Marsilio sembra essere Martin Lutero (1483-1546), che si oppone a che gli eretici siano condannati al rogo poiché la violenza non può essere strumento di fede. Una concezione, questa, negata però dallo stesso riformatore, che in occasione della guerra dei contadini tedeschi (1525), scatenata dal predicatore Thomas Müntzer, auspica per i rivoltosi la pena di morte per mano del potere politico, concepito come espressione della volontà di Dio nella repressione del male:

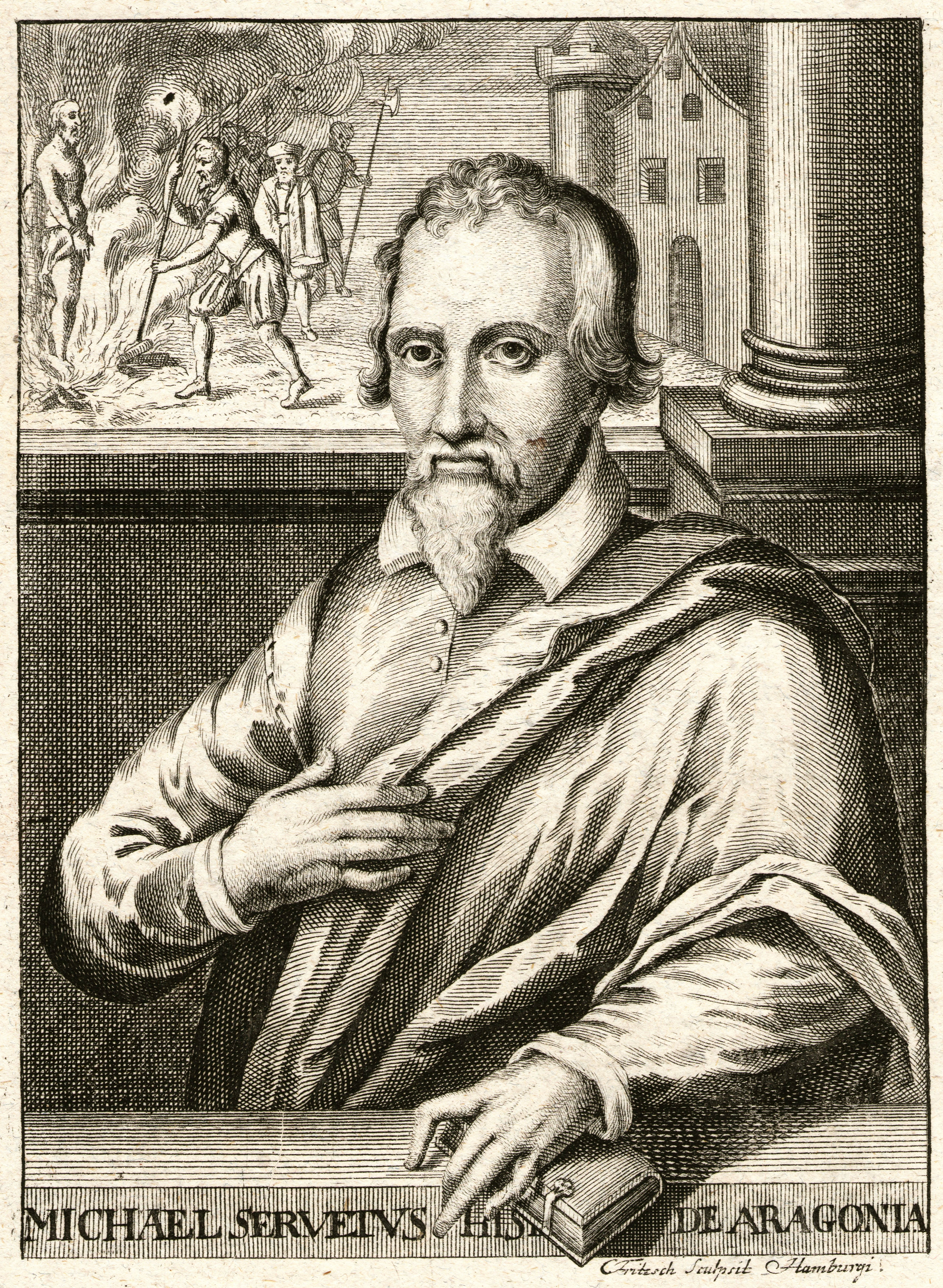
Miguel Serveto

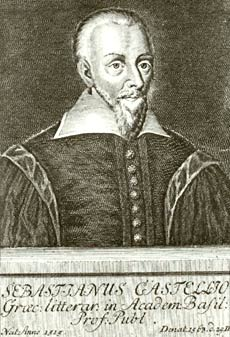
Sebastien Castellion

Calvino (1509-1564) cadrà nella stessa contraddizione quando si scaglierà contro le posizioni intransigenti della Chiesa cattolica ma poi egli stesso, nel 1553, permise che il consiglio della città di Ginevra condannasse e facesse bruciare al rogo Michele Serveto, medico spagnolo sostenitore dell'antitrinitarismo che si era rifugiato a Ginevra per scampare all'Inquisizione cattolica e che era stato accusato di essere causa di disordine e confusione in quella città.
A Calvino, che giustificava la sua intransigenza nel suo testo Defensio orthodoxae fidei affermando che non si poteva essere tolleranti nei confronti di chi bestemmiava Dio, il savoiardo Sébastien Castellion (1515-1563), dopo aver difeso la libertà e la tolleranza religiosa nell'opera "De hereticis an sint persequendi" (Se gli eretici debbano essere perseguitati), scriveva nell'opuscolo Contro il libello di Calvino a proposito della condanna al rogo di Serveto: 

## Storia e teorizzazione del principio di tolleranza
Le devastazioni delle guerre di religione fecero maturare la  mutua inter christianos tolerantia attraverso una serie di tregue che non portarono alla reciproca tolleranza ma che facevano sperare in una definitiva pace religiosa.
La Pace di Augusta (1555) trasferiva dall'imperatore ai principi il diritto di riconoscere la confessione religiosa dei loro sudditi; ai dissidenti rimaneva solo la possibilità di emigrare là dove la loro religione era tollerata.
L'Editto di Nantes del 1598 garantiva ai nobili calvinisti il rispetto delle loro libertà ma l'esigenza dell'unità religiosa farà abbattere da Richelieu ogni presidio militare a garanzia della tolleranza pur mantenendo i diritti religiosi e civili degli ugonotti. L'editto sarà poi definitivamente abrogato da Luigi XIV di Francia (1685) in nome del principio monarchico-assolutistico.
Nel principato di Transilvania la Dieta di Turda (1568) assicurò ampia tolleranza alle diverse confessioni religiose e altrettanto avvenne in Polonia con la dieta di Varsavia (1573).
Sul finire del secolo mentre i gesuiti diventavano protagonisti di una restaurazione religiosa nell'Europa centro-orientale Jean Bodin (1530-1596) avanzava la tesi che sosteneva che era dovere dello Stato rimanere estraneo ai conflitti religiosi e proponeva la tolleranza verso i riformati in cambio dell'obbedienza civile.
Baruch Spinoza nel suo Tractatus teologico-politicus nel 1670 faceva discendere il principio di tolleranza dalla libertà di pensiero e il potere dello Stato, che non poteva reprimere la coscienza interiore degli uomini, andava limitato alle cose e azioni esterne.
Nel 1689 John Locke, nella Epistola sulla tolleranza affermava che le credenze religiose non erano dipendenti dalla volontà degli individui e quindi non potevano essere imposte dalla legge civile che non può intervenire nei confronti di quelle società private che sono le singole Chiese nelle quali liberamente si entra e si esce a seconda della propria volontà. Le Chiese, prive di ogni potere politico divenivano quindi strumento di concordia civile tranne il cattolicesimo, che andava vietato poiché obbediva a un'autorità, quella papale, esterna a quella dello Stato.
Nel '700 illuminista il principio di tolleranza troverà una conclusiva definizione nel Traité sur la tolérance (1763) di Voltaire e la sua pratica attuazione nella Costituzione degli Stati Uniti d'America (1791) a cui seguiranno la Dichiarazione dei diritti dell'uomo e del cittadino  il 26 agosto (1789), il Protocollo finale del Congresso di Vienna (1815); con il primo riferimento anche alla difesa delle minoranze etniche), il Trattato di Berlino del 1878, i Quattordici punti di Thomas Woodrow Wilson (1918), il Patto della Società delle Nazioni (1920), lo Statuto delle Nazioni Unite (1945), Dichiarazione islamica dei diritti dell'uomo (1981), Carta di Algeri: Dichiarazione Universale dei Diritti dei Popoli (1976) ed altre solenni dichiarazioni.

## Tolleranza zero
La tolleranza zero è un'espressione che indica la volontà, mediante provvedimenti di legge, di reprimere senza pratiche indultive reati minori o comportamenti che alterino l'ordinata vita sociale o individuale.